# Moqhaka Local Municipality
Moqhaka (englisch Moqhaka Local Municipality) ist eine Lokalgemeinde im Distrikt Fezile Dabi, Provinz Freistaat in Südafrika. Der Sitz der Gemeindeverwaltung befindet sich in Kroonstad. Pule Phooko ist der Bürgermeister.
Der Gemeindename ist das Sesotho-Wort für „Krone“.

## Städte und Orte
- Kroonstad
- Steynsrus
- Vierfontein
- Viljoenskroon

## Bevölkerung
Im Jahr 2011 hatte die Gemeinde 160.532 Einwohner in 45.661 Haushalten auf einer Gesamtfläche von 7924,57 km². Davon waren 87,3 % schwarz, 9,3 % weiß und 2,9 % Coloured. Die Einwohnerzahl verringerte sich 2016 auf 154.732 Personen. Erstsprache war zu 69,4 % Sesotho, zu 12,6 % Afrikaans, zu 3,7 % isiXhosa, zu 2,3 % Englisch und zu jeweils 1,1 % isiZulu und Setswana.